# Mairie-lavoir de Gennes
La  mairie-lavoir de Gennes est un bâtiment, protégé des monuments historiques français, situé sur la commune de Gennes dans le département du Doubs en France.

## Histoire
En 1839, les plans de l'architecte Martin ne concernaient que la construction d'un lavoir. Les pouvoirs publics de l'époque décident de surélever le lavoir d'un étage afin d'y accueillir la maison commune. La construction débute en 1840 et se termine en 1844. La mairie s'installe dans le bâtiment au XXe siècle.
Les façades et toitures du bâtiment sont inscrites au titre des monuments historiques depuis le 29 octobre 1975.

## Localisation
Le bâtiment est situé au centre du village de Gennes.

## Architecture
L'ensemble se compose du lavoir au rez-de-chaussée et de la mairie à l'étage reliés par un escalier en fer à cheval.